# (8021) Walter
(8021) Walter est un astéroïde de la ceinture principale.

## Description
(8021) Walter est un astéroïde de la ceinture principale. Il fut découvert le 22 octobre 1990 à l'Observatoire Palomar par Carolyn S. Shoemaker et David H. Levy. Il présente une orbite caractérisée par un demi-grand axe de 2,37 UA, une excentricité de 0,22 et une inclinaison de 23,8° par rapport à l'écliptique.

## Compléments